# Šamil Basajev
Šamil Salmanovič Basajev (rusky Шамиль Салманович Басаев, později nazývaný Abdalláh Šámil Abú-Idrís – s titulem emír; 14. ledna 1965, Dyšne-Veděno – 10. července 2006) byl viceprezidentem mezinárodně neuznávané separatistické vlády v Čečensku, polní velitel islámské guerilly bojující za nezávislost své země, mezinárodně působící terorista. Úzce spolupracoval s čečenským prezidentem Aslanem Maschadovem.
Šamil Basajev je přímo zodpovědný za nespočet teroristických útoků na civilní a vojenské síly v Rusku a v okolních zemích, které měly za následek stovky mrtvých. Nejznámější a nejkrvavější útoky, ke kterým se Basajev přihlásil, jsou útoky na divadlo v Moskvě a Beslanský masakr.

## Dětství a mládí
Šamil Basajev se narodil ve vesničce Dyšne-Veděno nedaleko města Veděno, v severovýchodní části Čečenska. Své jméno dostal po Imámovi Šamilovi, který byl poslední vůdce v protiruské válce. Jeho rodina tvrdí, že má dlouhou tradici v boji proti ruské okupaci, což se projevilo represemi proti členům rodiny ze strany sovětské moci. Rodina byla během II. světové války deportována do Střední Asie.
Vystudoval na škole v Dyšne-Veděno v roce 1982 a strávil následující dva roky v sovětské armádě, kde sloužil jako hasič; další 4 roky pracoval v sovchozu (státním statku) v regionu Volgograd a později se přestěhoval do Moskvy. Přihlásil se na studia právnické fakulty na Moskevské státní univerzitě, ale neuspěl. Rozhodl se jít studovat Státní univerzitu pozemkových úprav, kam začal docházet roku 1987, ale následujícího roku byl vyhozen pro slabý studijní prospěch. Později začal pracovat jako prodejce počítačů v Moskvě jako partner čečenského obchodníka Supjana Taramova. Ironií osudu je, že bývalí partneři skončili na opačných stranách čečenské války, když Taramov podporoval pro-ruskou čečenskou vládu.
Podle deníku Pravda studoval mezi lety 1989 a 1991 islám na Istanbulské univerzitě.
Během pokusu o státní převrat v Sovětském svazu v srpnu 1991 se Basajev připojil k příznivcům budoucího ruského prezidenta Borise Jelcina na barikádách v okolí ruského Bílého domu (sídla nejvyššího sovětu) v centrální části velkoměsta. Tato informace nebyla nikdy věrně ověřena a není zcela jasné, co tam Basajev přesně dělal, ale ve dnech revoluce mnoho Čečenců podporovalo změnu, jelikož doufali v lepší podmínky pro svou zemi.
S tímto polním velitelem a teroristou uskutečnila Petra Procházková v roce 1999 své první válečné interview. Tento rozhovor je součástí filmu Čečensko – Odvrácená strana světa, který vytvořila s Jaromírem Štětinou.

## Ve Válce o Náhorní Karabach a Abcházii
Během války o Náhorní Karabach Basajev velel skupině čečenských mudžahidů, která bojovala na straně Ázerbájdžánu. Zde se také poprvé setkal s Afgháncem Ibn al-Chattábem. Později řekl, že boj se svými mudžahidy opustil, protože byl veden spíše pro nacionalismus než džihad.
Následně se přesunul do Abcházie, kde se přidal k separatistům bojujícím proti gruzínské vládě. V roce 1992 se Basajev stal velitelem v Konfederaci horských národů Kavkazu pan-kavkazské nacionalistické organizace, která měla ve válce významnou roli. Během války se podílel na etnických čistkách Gruzínců. Ruská tajná služba GRU podporovala abchazské separatisty a dle tvrzení některých novinářů Basajevova jednotka s GRU spolupracovala a byla ruskou tajnou službou cvičena.

## Ve válce s Rusy
V říjnu 1991 došlo ze strany národního vůdce Čečenců Džochara Dudajeva k jednostrannému vyhlášení nezávislosti Čečenska na Ruské federaci. V reakci na nezávislost zareagoval Jelcin vyhlášením stavu nouze a vysláním vojenských jednotek na hranice s Čečenskem. Dudajevova vláda vyhlásila mobilizaci 60 000 dobrovolníků, kteří měli bránit zemi před možnou ruskou invazí. V této fázi se na scéně objevuje i Šamil Basajev, který se pokusil na eskalující krizi přitáhnout pozornost západního světa.
Šamil Basajev, Lom-Ali Chachajev a Said-Ali Satujev unesli 9. listopadu 1991 letadlo Tu-154 ruských aerolinií Aeroflot, které směřovalo z města Miněralnyje Vody do hlavního města Turecka Ankary. Únosci požadovali odvolání výjimečného stavu v Čečně a vyhrožovali, že pokud jejich požadavky nebudou splněny, vyhodí letadlo i s pasažéry do vzduchu. Únos letadla byl vyřešen mírovou cestou, únosci se vzdali výměnou za to, že jim byl umožněn volný průchod na území Čečenska.
V noci z 9. na 10. července 2006 zahynul Šamil Basajev v Ingušsku při výbuchu nákladního automobilu Kamaz plného trhavin a munice. O příčinách exploze nejsou známé podrobnosti. První zveřejňované informace hovoří o tom, že se jednalo o akci tajných služeb. Spekuluje se však, že Basajev mohl zahynout náhodou při překládání výbušniny z nákladního auta do několika osobních vozů.